# Campionati europei di bob 2011
I Campionati europei di bob 2011, quarantacinquesima edizione della manifestazione organizzata dalla Federazione Internazionale di Bob e Skeleton, si sono disputati dal 21 al 23 gennaio 2011 a Winterberg, in Germania, sulla pista Bobbahn Winterberg, il tracciato sul quale si svolsero le rassegne continentali del 1979, del 1989, del 1999 e del 2003. La località della Renania Settentrionale-Vestfalia ha quindi ospitato le competizioni europee per la quinta volta nel bob a due uomini e nel bob a quattro e per la prima nel bob a due donne. Anche questa edizione si è svolta con la modalità della "gara nella gara", contestualmente alla sesta tappa della Coppa del Mondo 2010/11 e ai campionati europei di skeleton 2011.

## Risultati

### Bob a due uomini
La gara si è svolta il 22 gennaio 2011 nell'arco di due manches ed hanno preso parte alla competizione 18 compagini in rappresentanza di 13 differenti nazioni.
| Pos. | Atleti                              | Nazione    | Tempo   | Distacco |
| ---- | ----------------------------------- | ---------- | ------- | -------- |
|      | Aleksandr Zubkov Aleksej Voevoda    | Russia-1   | 1:52.21 |          |
|      | Thomas Florschütz Kevin Kuske       | Germania-3 | 1:52.35 | +0.14    |
|      | Karl Angerer Alex Mann              | Germania-2 | 1:52.44 | +0.23    |
| 4    | Beat Hefti Thomas Lamparter         | Svizzera-2 | 1:52.55 | +0.34    |
| 5    | Manuel Machata Andreas Bredau       | Germania-1 | 1:52.64 | +0.43    |
| 6    | Gregor Baumann Alex Baumann         | Svizzera-1 | 1:52.82 | +0.61    |
| 7    | Edgars Maskalāns Daumants Dreiškens | Lettonia-1 | 1:52.85 | +0.64    |
| 8    | Simone Bertazzo Matteo Torchio      | Italia-1   | 1:52.87 | +0.66    |
| 9    | Patrice Servelle Lascelles Brown    | Monaco-1   | 1:53.05 | +0.84    |
| 10   | Jürgen Loacker Matthias Adolf       | Austria-1  | 1:53.21 | +1.00    |

### Bob a quattro
La gara si è svolta il 23 gennaio 2011 nell'arco di due manches ed hanno preso parte alla competizione 18 compagini in rappresentanza di 13 differenti nazioni.
| Pos.                                                              | Atleti                                                             | Nazione     | Tempo   | Distacco |
| ----------------------------------------------------------------- | ------------------------------------------------------------------ | ----------- | ------- | -------- |
|                                                                   | Manuel Machata Richard Adjei Andreas Bredau Florian Becke          | Germania-1  | 1:50.15 |          |
|                                                                   | Thomas Florschütz Ronny Listner Kevin Kuske Andreas Barucha        | Germania-3  | 1:50.28 | +0.13    |
| Aleksandr Zubkov Filipp Egorov Dmitrij Trunenkov Nikolaj Chrenkov | Russia-1                                                           | 1:50.28     | +0.13   |          |
| 4                                                                 | Aleksandr Kas'janov Andrej Jurkov Dmitrij Stëpuškin Maksim Belugin | Russia-2    | 1:50.42 | +0.27    |
| 5                                                                 | Edgars Maskalāns Daumants Dreiškens Raivis Broks Intars Dambis     | Lettonia-1  | 1:50.59 | +0.44    |
| 6                                                                 | Karl Angerer Christian Friedrich Alex Mann Thomas Blaschek         | Germania-2  | 1:50.65 | +0.50    |
| 7                                                                 | Gregor Baumann Alex Baumann Jürg Egger Patrick Blöchliger          | Svizzera-1  | 1:50.75 | +0.60    |
| 8                                                                 | Beat Hefti Clemens Bracher Thomas Lamparter Manuel Lüthi           | Svizzera-2  | 1:50.91 | +0.76    |
| 9                                                                 | Jan Vrba Martin Bohman Dominik Suchý Jan Stokláska                 | Rep. Ceca-1 | 1:51.04 | +0.89    |
| 10                                                                | Simone Bertazzo Matteo Torchio Danilo Santarsiero Luca Pagin       | Italia-1    | 1:51.06 | +0.91    |

### Bob a due donne
La gara si è svolta il 21 gennaio 2011 nell'arco di due manches ed hanno preso parte alla competizione 13 compagini in rappresentanza di 7 differenti nazioni.
| Pos. | Atlete                                  | Nazione       | Tempo   | Distacco |
| ---- | --------------------------------------- | ------------- | ------- | -------- |
|      | Sandra Kiriasis Berit Wiacker           | Germania-1    | 1:55.67 |          |
|      | Anja Schneiderheinze Christin Senkel    | Germania-3    | 1:55.55 | +0.49    |
|      | Esmé Kamphuis Judith Vis                | Paesi Bassi-1 | 1:55.78 | +0.72    |
| 4    | Cathleen Martini Romy Logsch            | Germania-2    | 1:55.81 | +0.75    |
| 5    | Sabina Hafner Ljudmila Udobkina         | Svizzera-2    | 1:55.90 | +0.84    |
| 6    | Christina Hengster Anna Feichtner       | Austria-1     | 1:56.47 | +1.41    |
| 7    | Ol'ga Fëdorova Julija Timofeeva         | Russia-2      | 1:56.61 | +1.55    |
| 8    | Anastasija Skulkina Margarita Ismajlova | Russia-1      | 1:56.63 | +1.57    |
| 9    | Fabienne Meyer Hanne Schenk             | Svizzera-1    | 1:56.68 | +1.62    |
| 10   | Elfje Willemsen Anouska Hellebuyck      | Belgio-1      | 1:57.53 | +2.47    |

## Medagliere
| Posizione | Paese       | Oro | Argento | Bronzo | Totale |
| --------- | ----------- | --- | ------- | ------ | ------ |
| 1         | Germania    | 2   | 3       | 1      | 6      |
| 2         | Russia      | 1   | 1       | 0      | 2      |
| 3         | Paesi Bassi | 0   | 0       | 1      | 1      |
| Totale    | Totale      | 3   | 3       | 3      | 9      |